# Dave's Picks, Vol. 5: Pauley Pavilion, UCLA, Los Angeles, CA 11/17/73
Dave's Picks, Vol. 5: Pauley Pavilion, UCLA, Los Angeles, CA 11/17/73 es el quinto álbum en vivo de Dave's Picks, serie de lanzamientos en vivo de la banda estadounidense Grateful Dead. Fue publicado el 1 de febrero de 2013 a través del sello discográfico Rhino.

## Recepción de la crítica
Jeff Tamarkin de Relix escribió: “En cierto modo, este y otros shows de finales del 73 marcaron el final de la primera era dorada de GD”. Doug Collette de All About Jazz escribió: “Grabado en UCLA en noviembre de 1973, The Dead toca con un aplomo y un buen humor poco comunes, ya sea saltando ligeramente interpretaciones concisas como «Me & My Uncle» o permitiéndose fluir dentro y fuera de un pasaje circular extremadamente alargado que incluye transiciones de entrada y salida de «Playing in the Band», «Uncle John's Band» y «Morning Dew». Indicativo de agudos instintos colectivos, hay un ligero toque en la musicalidad que guía al sexteto a través de transiciones como las de «Here Comes Sunshine» sin apenas tropezar. Mientras tanto, la dinámica general aquí es exquisita”. Fred Thomas de AllMusic escribió: “[El álbum] proviene de un período particularmente fuerte en la carrera de gira de la banda, y este espectáculo en sí ya es legendario en ciertos círculos de Deadhead. Si bien en sus últimos días se volvería cada vez más raro que The Dead hicieran una gira para promocionar un nuevo álbum de estudio, este espectáculo se produjo poco después del lanzamiento de Wake of the Flood y vio al grupo pasar por versiones extendidas del material de ese álbum como «Here Comes Sunshine» y «Eyes of the World», el último de los cuales se convertiría en un elemento básico de los shows de la banda”.

## Lista de canciones
Todas las canciones escritas y compuestas por Jerry García y Robert Hunter, excepto donde esta anotado. 
| Disco uno |                       |                                     |          |  |
| N.º       | Título                | Escritor(es)                        | Duración |  |
| 1.        | «Me and My Uncle»     | John Phillips                       | 3:18     |  |
| 2.        | «Here Comes Sunshine» |                                     | 11:53    |  |
| 3.        | «Looks Like Rain»     | John Perry Barlow Bob Weir          | 7:24     |  |
| 4.        | «Deal»                |                                     | 5:08     |  |
| 5.        | «Mexicali Blues»      | Barlow Weir                         | 3:39     |  |
| 6.        | «Tennessee Jed»       |                                     | 7:58     |  |
| 7.        | «The Race Is On»      | George Jones                        | 3:27     |  |
| 8.        | «China Cat Sunflower» |                                     | 9:10     |  |
| 9.        | «I Know You Rider»    | tradicional, arr. por Grateful Dead | 5:44     |  |
| 10.       | «Big River»           | Johnny Cash                         | 5:22     |  |
| 11.       | «Brown-Eyed Women»    |                                     | 5:27     |  |
| 12.       | «Around and Around»   | Chuck Berry                         | 5:10     |  |

| Disco dos |                       |                         |          |  |
| N.º       | Título                | Escritor(es)            | Duración |  |
| 1.        | «Row Jimmy»           |                         | 9:39     |  |
| 2.        | «Jack Straw»          | Hunter Weir             | 5:18     |  |
| 3.        | «Ramble on Rose»      |                         | 6:37     |  |
| 4.        | «Playing in the Band» | Mickey Hart Hunter Weir | 15:02    |  |
| 5.        | «Uncle John's Band»   |                         | 7:24     |  |
| 6.        | «Morning Dew»         | Bonnie Dobson Tim Rose  | 13:54    |  |
| 7.        | «Uncle John's Band»   |                         | 1:44     |  |
| 8.        | «Playing in the Band» | Hart Hunter Weir        | 11:37    |  |

| Disco tres |                     |               |          |  |
| N.º        | Título              | Escritor(es)  | Duración |  |
| 1.         | «Stella Blue»       |               | 7:29     |  |
| 2.         | «El Paso»           | Marty Robbins | 4:29     |  |
| 3.         | «Eyes of the World» |               | 14:18    |  |
| 4.         | «Sugar Magnolia»    | Hunter Weir   | 9:52     |  |
| 5.         | «Casey Jones»       |               | 6:54     |  |

## Posicionamiento
| Gráfica (2013)                             | Pico de posición |
| ------------------------------------------ | ---------------- |
| Estados Unidos (Billboard 200)             | 38               |
| Estados Unidos (Billboard Top Album Sales) | 38               |
| Estados Unidos (Billboard Top Rock Albums) | 12               |